# Lucrezia Gonzaga
Lucrezia Gonzaga (di Gazzuolo) (Gazzuolo, 21 luglio 1522 – Mantova, 11 febbraio 1576) è stata una nobildonna e letterata italiana.

## Biografia

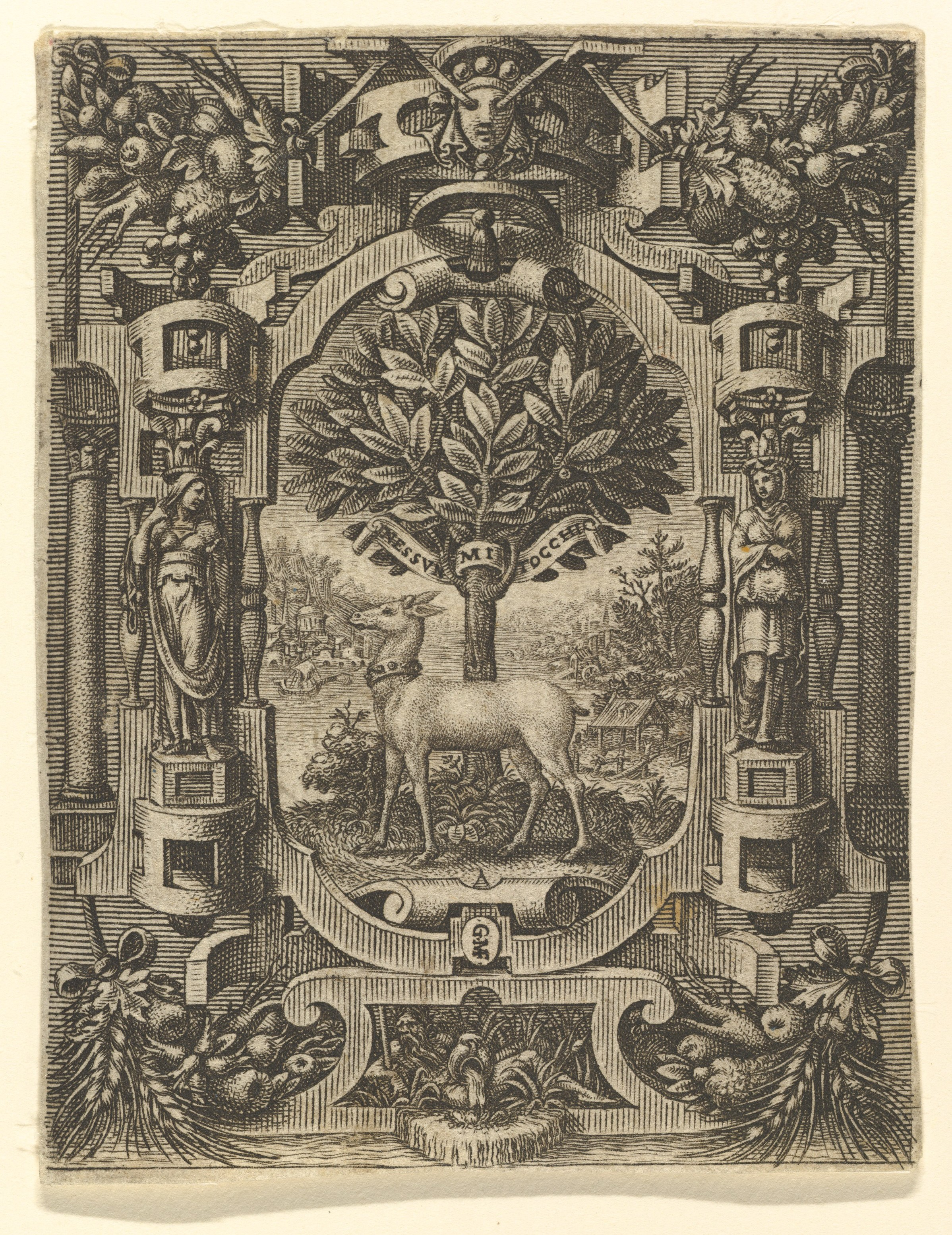
Emblema di Lucrezia Gonzaga, 1566 ca.

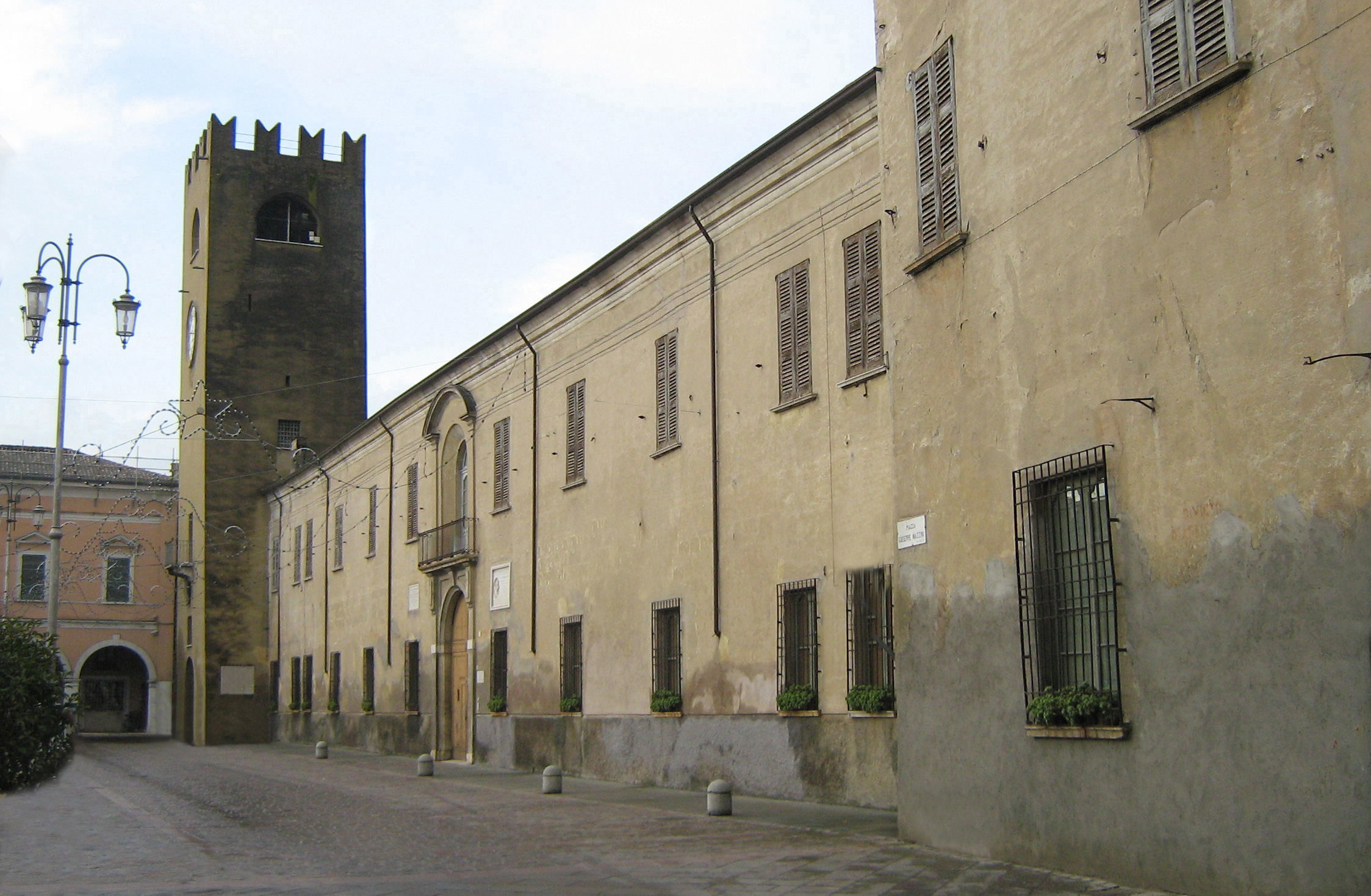
Castel Goffredo, Palazzo Gonzaga-Acerbi, corte di Aloisio Gonzaga.

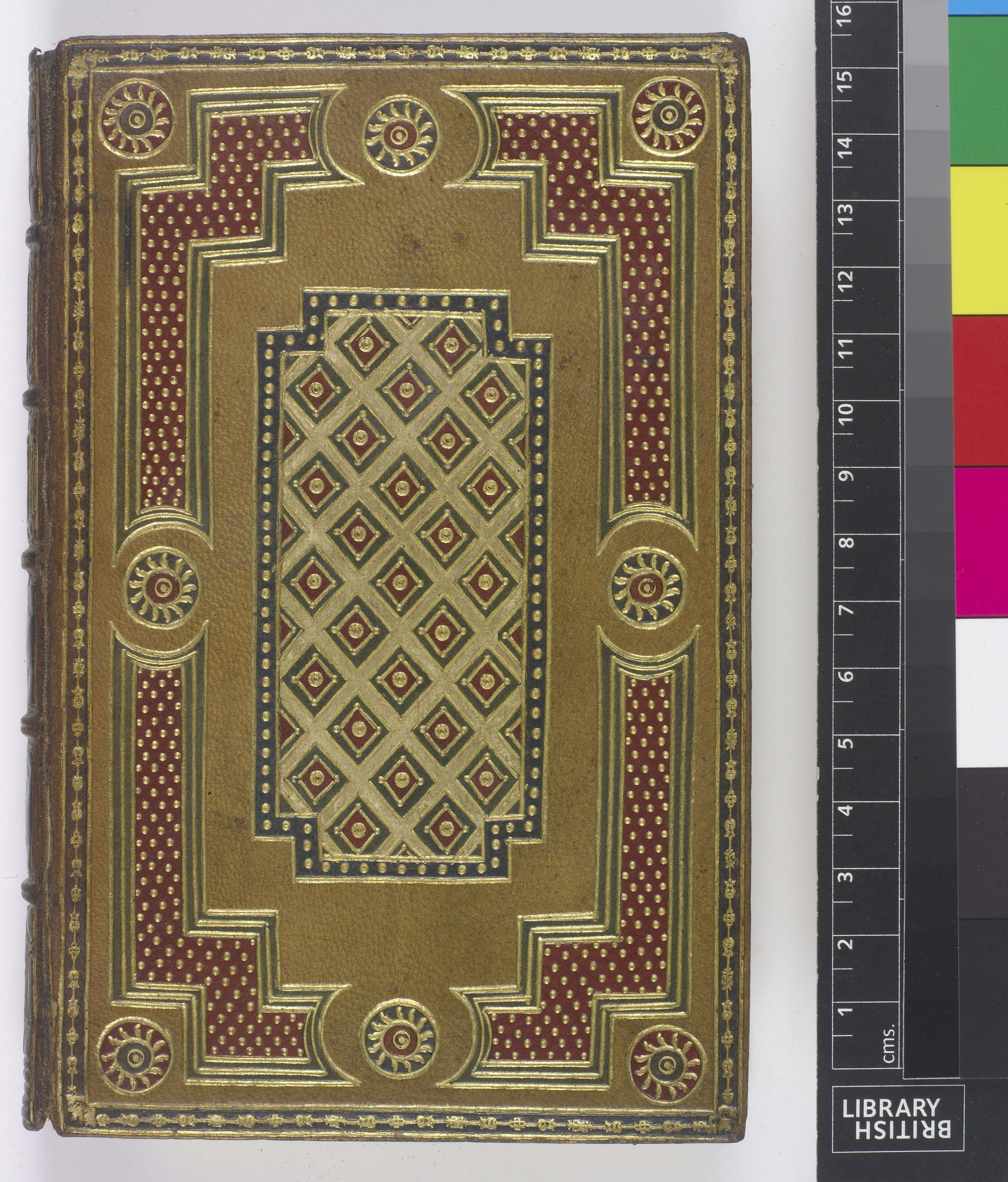
Copertina del volume Canti XI composti dal Bandello de le lodi de la S. Lucretia Gonzaga di Gazuolo, e` del vero amore, col tempio di pudicitia ... composti da Matteo Bandello.

### L'infanzia
Nobildonna nota per il suo talento letterario, nacque nel castello di Gazzuolo da Pirro Gonzaga, signore di Gazzuolo, membro del ramo secondario dei Gonzaga di Sabbioneta e Bozzolo e da Camilla Bentivoglio (m. 1529), dei signori di Bologna. Trascorse la sua infanzia alla corte paterna, dove dimostrò da subito la dimestichezza con la cultura letteraria, musicale e pittorica. Gazzuolo era frequentata da letterati e uomini d'ingegno come Giovanni Pico della Mirandola, Baldassarre Castiglione e Matteo Bandello.

### Alla corte di Aloisio Gonzaga
Persi i genitori nel 1529 ancora bambina, fu affidata alla nonna Antonia del Balzo che, nella primavera del 1538, la trasferì a Castel Goffredo presso la corte dello zio, il marchese Aloisio Gonzaga e affidata all'educazione di Ginevra e Costanza Rangoni, del cugino Lodovico Pico della Mirandola quale istitutore di scienze fisiche e di Matteo Bandello, poeta ospite di corte e segretario di Cesare Fregoso, che le insegnò matematica, astronomia, retorica e logica e scrisse poesie in suo onore (Canti XI delle lodi della signora Lucrezia Gonzaga di Gazuolo). Un volume delle sue lettere fu pubblicata a Venezia nel 1552,  ma alcune persone credono che l'autore fosse Ortensio Lando e non solo l'editore.

### Matrimonio
Alla morte di Ginevra Rangoni nel 1540, la seconda moglie di Aloisio Caterina Anguissola, non desiderò più a corte Lucrezia che, all'età di 18 anni, fu data in moglie a Giampaolo Manfrone, figlio del condottiero Giulio Manfrone (1490/1492-1526) (a sua volta figlio di Giampaolo Manfrone "Fortebraccio" (1441-1527) ed è nota anche come "Lucrezia Gonzaga Manfrona". Le nozze furono celebrate a Mantova, col consenso del cardinale Ercole Gonzaga, vescovo della città.
Dopo le nozze si trasferì col marito, condottiero al servizio della Serenissima, a Fratta presso il palazzo di famiglia, dove creò una piccola corte e divenne ambiziosa amica di Luigi Groto, Girolamo Ruscelli e di Ortensio Lando. Oltre alla poesia e alla letteratura, Lucrezia studiò retorica, filosofia e apprese la musica.
Nel luglio 1546 Giampaolo Manfrone venne accusato di cospirare contro il duca di Ferrara, che lo fece arrestare e condannare a morte. Grazie all'intervento di Lucrezia presso vari prìncipi italiani e verso il duca di Ferrara Ercole II d'Este, la condanna fu tramutata in carcere a vita. Le ulteriori suppliche di Lucrezia per la scarcerazione del marito non vennero accolte e Manfrone morì nelle segrete ferraresi il 9 febbraio 1552.

### A Mantova
Dopo la scomparsa del marito l'8 febbraio 1552 si trasferì a Mantova, dove incontrò il letterato Luca Contile. Trascorse il resto della vita coltivando la poesia, l'astronomia e la letteratura classica in greco e latino. Assieme al letterato Giovanni Maria Bonardo, intorno al 1555, fondò l'Accademia dei Pastori Fratteggiani. Restando fedele alla memoria dello sposo defunto, Lucrezia rifiutò ogni proposta di matrimonio e adottò quale impresa la figura di una cerva con il motto "Nessun mi tocchi".
Morì a Mantova nel 1576.

## Celebrazioni
Lucrezia venne celebrata da numerosi poeti e letterati tra i quali: Torquato Tasso, Girolamo Ruscelli, Lodovico Paterno, Diomede Borghesi, Orazio Toscanella, Domenico Veniero. Fu celebrata anche dall'Accademia degli Invaghiti di Mantova, fondata da Cesare I Gonzaga.
Il poeta Matteo Bandello ha dedicato a Lucrezia Gonzaga la Novella XXI (Sesto Tarquinio sforza Lucrezia ed è cacciato da Roma) della Seconda parte (1554).

## Discendenza
Lucrezia e Gianpaolo ebbero quattro figli, tra questi:
- Isabella, sposò nel 1565 Fabio Pepoli di Bologna;[17]
- Eleonora.

## Ascendenza
|                         |                         |                        | Genitori                       |  |  | Nonni |  |  | Bisnonni            |  |  | Trisnonni             |  |
|                         |                         |                        |                                |  |  |       |  |  | Ludovico II Gonzaga |  |  | Gianfrancesco Gonzaga |  |
|                         |                         |                        |                                |  |  |       |  |  | Ludovico II Gonzaga |  |  | Gianfrancesco Gonzaga |  |
|                         |                         | Paola Malatesta        |                                |  |  |       |  |  | Ludovico II Gonzaga |  |  |                       |  |
| Gianfrancesco Gonzaga   |                         |                        |                                |  |  |       |  |  | Ludovico II Gonzaga |  |  |                       |  |
|                         |                         | Barbara di Brandeburgo | Giovanni l'Alchimista          |  |  |       |  |  |                     |  |  |                       |  |
|                         |                         | Barbara di Brandeburgo | Giovanni l'Alchimista          |  |  |       |  |  |                     |  |  |                       |  |
|                         |                         | Barbara di Brandeburgo | Barbara di Sassonia-Wittenberg |  |  |       |  |  |                     |  |  |                       |  |
| Pirro Gonzaga           |                         | Barbara di Brandeburgo |                                |  |  |       |  |  |                     |  |  |                       |  |
|                         |                         | Pirro del Balzo        | Francesco II del Balzo         |  |  |       |  |  |                     |  |  |                       |  |
|                         |                         | Pirro del Balzo        | Francesco II del Balzo         |  |  |       |  |  |                     |  |  |                       |  |
|                         |                         | Pirro del Balzo        | Sancia di Chiaromonte          |  |  |       |  |  |                     |  |  |                       |  |
| Antonia del Balzo       |                         | Pirro del Balzo        |                                |  |  |       |  |  |                     |  |  |                       |  |
|                         |                         | Maria Donata Orsini    | Gabriele Orsini del Balzo      |  |  |       |  |  |                     |  |  |                       |  |
|                         |                         | Maria Donata Orsini    | Gabriele Orsini del Balzo      |  |  |       |  |  |                     |  |  |                       |  |
|                         |                         | Maria Donata Orsini    | Giovannetta Caracciolo         |  |  |       |  |  |                     |  |  |                       |  |
| Lucrezia Gonzaga        |                         | Maria Donata Orsini    |                                |  |  |       |  |  |                     |  |  |                       |  |
|                         | Giovanni II Bentivoglio | Annibale I Bentivoglio |                                |  |  |       |  |  |                     |  |  |                       |  |
|                         | Giovanni II Bentivoglio | Annibale I Bentivoglio |                                |  |  |       |  |  |                     |  |  |                       |  |
|                         | Giovanni II Bentivoglio | Donnina Visconti       |                                |  |  |       |  |  |                     |  |  |                       |  |
| Annibale II Bentivoglio | Giovanni II Bentivoglio |                        |                                |  |  |       |  |  |                     |  |  |                       |  |
|                         |                         | Ginevra Sforza         | Alessandro Sforza              |  |  |       |  |  |                     |  |  |                       |  |
|                         |                         | Ginevra Sforza         | Alessandro Sforza              |  |  |       |  |  |                     |  |  |                       |  |
|                         |                         | Ginevra Sforza         | ...                            |  |  |       |  |  |                     |  |  |                       |  |
| Camilla Bentivoglio     |                         | Ginevra Sforza         |                                |  |  |       |  |  |                     |  |  |                       |  |
|                         |                         | Ercole I d'Este        | Niccolò III d'Este             |  |  |       |  |  |                     |  |  |                       |  |
|                         |                         | Ercole I d'Este        | Niccolò III d'Este             |  |  |       |  |  |                     |  |  |                       |  |
|                         |                         | Ercole I d'Este        | Ricciarda di Saluzzo           |  |  |       |  |  |                     |  |  |                       |  |
| Lucrezia d'Este         |                         | Ercole I d'Este        |                                |  |  |       |  |  |                     |  |  |                       |  |
|                         |                         | Ludovica Condolmieri   | ...                            |  |  |       |  |  |                     |  |  |                       |  |
|                         |                         | Ludovica Condolmieri   | ...                            |  |  |       |  |  |                     |  |  |                       |  |
|                         |                         | Ludovica Condolmieri   | ...                            |  |  |       |  |  |                     |  |  |                       |  |
|                         |                         | Ludovica Condolmieri   |                                |  |  |       |  |  |                     |  |  |                       |  |

## Opere
- Lettere della molto illustre sig. la s.ra donna Lucretia Gonzaga da Gazuolo con gran diligentia raccolte, et a gloria del sesso femminile nuovamente in luce poste. Venice, 1552 (Collected by Ortensio Lando?)